# Parafia św. Marka w Etobicoke
Parafia św. Marka w Etobicoke (ang. St. Mark's Parish) – parafia rzymskokatolicka położona w zachodniej części Toronto, Etobicoke, w prowincji Ontario, Kanada.
Jest ona parafią wieloetniczną w archidiecezji Toronto, z mszą św. w j. polskim dla polskich imigrantów.
Ustanowiona w 1955 roku. Parafia została dedykowana św. Markowi.

## Nabożeństwa w j. polskim
- Niedziela – 10:00